# Julius Raab
Julius Raab (Sankt Pölten, 29 de novembro de 1891 — Viena, 8 de janeiro de 1964) foi um político austríaco conservador, que serviu como Chanceler Federal da Áustria de 1953 a 1961. Raab conduziu a Áustria ocupada pelos Aliados até a independência, quando negociou e assinou o Tratado do Estado Austríaco em 1955. Na política interna, Raab defendia uma "parceria social" pragmática e a "Grande coalizão" de conservadores austríacos e social-democratas.

## Biografia
Raab nasceu em uma família católica de classe média em Sankt Pölten, na Baixa Áustria, filho de um mestre construtor. Ele frequentou um colégio católico e em 1911 matriculou-se na Universidade de Tecnologia de Viena para estudar engenharia civil. Ele foi convocado para o Exército Austro-Húngaro como oficial pioneiro antes de se formar e lutou nas frentes russa e italiana da Primeira Guerra Mundial. Após a derrota dos Poderes Centrais, Raab voltou à universidade e se engajou na política. Em 14 de janeiro de 1923, Raab casou-se com Harmine Haumer.
A morte de seu pai e o início de sua carreira política na Primeira República da Áustria obrigaram Raab a abandonar a universidade em 1925. De 1927 a 1934, ele foi membro do Parlamento do Conselho Nacional como deputado da Baixa Áustria. Apoiado pelo chanceler Ignaz Seipel, ele também foi ativo no braço paramilitar de Heimwehr das forças políticas de direita e foi nomeado chefe da Baixa Áustria em 1928. No entanto, suas tentativas de vincular as forças paramilitares ao Partido Social Cristão fracassaram. Em 1932, ele se juntou às forças católicas Ostmärkische Sturmscharen lideradas por seus companheiros de partido Kurt Schuschnigg e Leopold Figl. Em 1933, Raab juntou-se à Frente da Pátria, a recém-criada coalizão de direita liderada pelo Chanceler Engelbert Dollfuss. Durante o período austrofascista de 1934–1938, Raab progrediu na hierarquia do Estado Corporativo e foi nomeado Ministro do Comércio pelo Chanceler Schuschnigg apenas quatro semanas antes do Anschluss de 1938 à Alemanha nazista.
Raab foi deposto após o Anschluss mas, ao contrário de muitos outros líderes políticos austríacos, escapou da morte ou da prisão com a ajuda do Gauleiter nazista da Baixa Áustria, Hugo Jury, que ele conhecia pessoalmente. Ele nunca esteve envolvido na resistência austríaca, mas manteve contato com a velha elite democrata-cristã e apoiou seu colega Leopold Figl após sua libertação da prisão.
Em abril de 1945, Raab tornou-se membro do governo provisório de Karl Renner, formado na zona de ocupação soviética na Áustria. Raab co-fundou o conservador Partido Popular Austríaco (ÖVP), que denunciou o legado sombrio dos anos 1930, e assumiu a liderança do grupo parlamentar ÖVP após as eleições legislativas realizadas em novembro de 1945. No entanto, ele representou as forças austrofascistas do passado que eram inaceitáveis para os soviéticos, e por um tempo foi "relegado para o segundo plano". A partir de 1947, ele expandiu sua influência por meio da presidência da Câmara Econômica Federal da Áustria, instituição encarregada de gerir as parcerias sociais do governo, dos partidos políticos, dos empresários e dos sindicatos de trabalhadores. Ele claramente favorecia um mercado livre e uma regulamentação mínima da economia pelo governo. Por outro lado, Raab também manteve conversas com ex-oficiais nazistas austríacos como Wilhelm Höttl e Taras Borodajkewycz em seu apoio à política ÖVP.
Raab sucedeu Leopold Figl como presidente do partido ÖVP em 1951 e como chanceler federal em 1953. Apesar das atitudes claramente ocidentais, Raab estabeleceu excelentes relações com a União Soviética pós-Stalin. Em fevereiro de 1955, Vyacheslav Molotov propôs a retomada das negociações sobre a independência austríaca. Em 12 de abril de 1955, Raab, o ministro das Relações Exteriores Leopold Figl e o secretário de Estado Bruno Kreisky chegaram a Moscou para as negociações que abriram caminho para o Tratado do Estado austríaco concluído em Viena em 15 de maio. Áustria declarou neutralidade, assim como todos os Bundesländer (divisões) individuais. O sucesso de 1955 marcou o pico da influência ÖVP, acompanhado por um forte renascimento econômico (Wirtschaftswunder) e pleno emprego. O partido obteve 46% do voto popular nas eleições de 1956 , Raab manteve sua cadeira como Chanceler Federal. Apesar das críticas dentro do partido, Raab era fortemente favorável a uma coalizão com o Partido Social Democrata sob Adolf Schärf. Em 1957, ele e o chefe do sindicato Johann Bohm co-fundaram a Comissão Conjunta sobre Salários e Preços, a instituição de parceria social que se tornou a pedra angular do corporativismo austríaco.
Em 1957, Raab sofreu um leve derrame. No final da década de 1950, sua carreira e a influência do partido declinaram. Em 1961 ele passou a liderança do ÖVP para Alfons Gorbach, que também o sucedeu como Chanceler Federal em 11 de abril. Em 28 de abril de 1963 Raab competiu nas eleições presidenciais, mas perdeu para o titular Adolf Schärf. Sua saúde se deteriorou rapidamente e ele morreu, aos 72 anos, em Viena em 8 de janeiro de 1964.